# 杉山直 (ゲームクリエイター)
杉山 直（すぎやま ただし、1959年4月15日 - ）は、日本のゲームクリエイター。任天堂所属。

## 略歴
静岡県出身。1982年、任天堂に入社。デザイナーとして活動。『リンクの冒険』以降ディレクターとして開発を指揮する立場に。
処女作である『アイスクライマー』のキャラクター、ポポとナナをデザインした生みの親である。また、『マリオカート』シリーズの生みの親でもあり、第1作目の『スーパーマリオカート』から第4作目の『マリオカート ダブルダッシュ!!』までシリーズの制作に関わっていた。『Wii Fit』からはプロデューサーとしての開発も担っている。

## 作品
- アイスクライマー：グラフィックデザイン・キャラクターデザイン
- ゼルダの伝説シリーズ
  - リンクの冒険：ディレクション
  - ゼルダの伝説 風のタクト：監修
- 夢工場ドキドキパニック：キャラクターデザイン
- パイロットウイングス：ディレクション
- マリオカートシリーズ
  - スーパーマリオカート：ディレクション、スクリーングラフィックデザイン
  - マリオカート64：ビジュアルディレクション
  - マリオカートアドバンス：監修
  - マリオカート ダブルダッシュ!!：プロデュース（宮本茂・高橋伸也・手塚卓志と共同）
- F-ZERO X：ディレクション、マシンモデリング、コースデザイン
- ルイージマンション：デザインディレクション
- マリオvs.ドンキーコング：アドバイス
- ピクロスDS：監修
- スーパーペーパーマリオ：グラフィック監修
- Wii Fit：プロデュース
  - Wii Fit Plus：プロデュース
  - Wii Fit U：プロデュース
- スティールダイバー：プロデュース
  - スティールダイバー サブウォーズ：プロデュース
- スターフォックスシリーズ
  - スターフォックス64 3D：プロデュース
  - スターフォックス ゼロ：プロデュース（宮本茂・稲葉敦志と共同）
  - スターフォックス ガード：プロデュース（稲葉敦志と共同）
- Tank Troopers：プロデュース